# 塞巴斯蒂昂 (葡萄牙国王)
塞巴斯蒂昂（葡萄牙語：Sebastião；1554年1月20日—1578年8月4日），生于里斯本，是葡萄牙第十六任國王，若昂三世之孫。若昂·曼紐王子和查理五世之女喬安娜的独子。塞巴斯蒂昂由於參加三王戰役，討伐回教徒而戰死，無子。王室勉強找了他的叔祖父恩里克繼承了王位，但恩里克也在兩年之內無嗣而歿。第三年，葡萄牙被西班牙兼併。

## 簡介
他的父親若昂·曼紐王子在他出生前兩周早逝，所以他成為葡萄牙王位的繼任人，他於三年後繼承王位。當他還是嬰兒的時候，由屬於西班牙哈布斯堡王朝的祖母卡特林娜攝政，1562年以後，由叔祖埃武拉公爵红衣主教恩里克攝政。這段時期，葡萄牙帝國擴展至安哥拉、莫桑比克、馬六甲及澳門。他童年時受到耶穌會的深厚影響，是個神秘主義者，且曾經試過長時間齋戒斷食。他身体上和精神上都患有疾病，很少过问政事，整日沉湎于打獵，還有以武力扩张基督信仰的梦幻裡。他頭號目標是占领摩洛哥，並相信自己會成為一個以耶穌之名征服非洲回教徒的基督教大元帥。
1568年塞巴斯蒂昂亲政後不久，於在沒有子嗣的情況下，著手對摩洛哥的非斯進行一場聖戰，西班牙的腓力二世拒絕參與這次戰爭，並把他的女兒與塞巴斯蒂昂的婚期押後。1574年，他首次进攻摩洛哥即告失败，但他的狂热丝毫未减。1578年夏季他又准备好一支侵略军，这支军队缺乏战斗力，纪律松弛，组织涣散。他与摩洛哥被废的蘇丹穆罕默德·穆泰瓦基勒联手率领这支军队在丹吉尔登陆，他拒絕接納手下的建議，獨自深入敵人領地。8月4日在马哈赞河附近的阿尔卡塞尔·吉比尔（Al Quasr al-kibr）与摩洛哥蘇丹阿卜杜爾·馬利克一世展开了葡萄牙历史上最惨痛的战役。摩洛哥军队虽装备略逊一籌，但进攻十分凶猛，塞巴斯蒂昂率领的葡萄牙军队只好撤退，没有人知道他去了哪里，终年24岁。阿卜杜拉·马利克一世也因重病于次日去世，这场战争在历史上被称为“三王戰役”。
塞巴斯蒂昂虽然战死，但是在葡萄牙人的心目中，他只是失蹤了。他的失蹤變成葡萄牙愛國者眼中的傳奇，他成為“沉睡的國王”，總會在葡萄牙最危急的關頭出現，像英國的阿瑟王、德國的巴巴羅薩一樣。在西班牙的佔領期當中，前後有三個人冒認塞巴斯蒂昂，最後一個是意大利人，在1619年被處決。直到19世紀，在巴西瑟道一些仍然信奉塞巴斯蒂昂的農民還相信他會出現對付無神論的巴西共和國。
塞巴斯蒂昂的血統源自近親的政治聯姻，他只有四個曾祖父母，而且全都是若昂一世的後代。在他的阿維斯王室中有不少精神病患者，他还是著名的西班牙女王“疯女”胡安娜的曾孙。雖然如此，但是這個王室仍然受到人民的愛戴並且把葡萄牙帶到黃金年代，直至若昂三世的兩名子女都無力延續王位。曼努埃尔一世的后代中只剩下64岁且没有子嗣的红衣主教恩里克還俗，继承了王位，但也無後代而導致西班牙兼併了葡萄牙。

## 塞巴斯蒂昂的祖辈
| 葡萄牙国王塞巴斯蒂昂 | 父亲： 葡萄牙王储若昂             | 祖父： 葡萄牙国王若昂三世                 | 祖父之父： 葡萄牙国王曼努埃尔一世                         |
| 葡萄牙国王塞巴斯蒂昂 | 父亲： 葡萄牙王储若昂             | 祖父： 葡萄牙国王若昂三世                 | 祖父之母： 阿拉贡的玛利亚公主                             |
| 葡萄牙国王塞巴斯蒂昂 | 父亲： 葡萄牙王储若昂             | 祖母： 西班牙的卡塔琳娜公主               | 祖母之父： 卡斯蒂利亚国王、低地国家的君主腓力一世“美男子” |
| 葡萄牙国王塞巴斯蒂昂 | 父亲： 葡萄牙王储若昂             | 祖母： 西班牙的卡塔琳娜公主               | 祖母之母： 卡斯蒂利亚女王胡安娜“疯女”                     |
| 葡萄牙国王塞巴斯蒂昂 | 母亲： 西班牙公主哈布斯堡的胡安娜 | 外祖父： 神圣罗马皇帝、西班牙国王查理五世 | 外祖父之父： 同祖母之父                                   |
| 葡萄牙国王塞巴斯蒂昂 | 母亲： 西班牙公主哈布斯堡的胡安娜 | 外祖父： 神圣罗马皇帝、西班牙国王查理五世 | 外祖父之母： 同祖母之母                                   |
| 葡萄牙国王塞巴斯蒂昂 | 母亲： 西班牙公主哈布斯堡的胡安娜 | 外祖母： 葡萄牙公主伊莎贝拉               | 外祖母之父： 同祖父之父                                   |
| 葡萄牙国王塞巴斯蒂昂 | 母亲： 西班牙公主哈布斯堡的胡安娜 | 外祖母： 葡萄牙公主伊莎贝拉               | 外祖母之母： 同祖父之母                                   |

| 塞巴斯蒂昂一世阿維斯王朝出生于：1554年1月20日逝世於：1578年8月4日 | 塞巴斯蒂昂一世阿維斯王朝出生于：1554年1月20日逝世於：1578年8月4日 | 塞巴斯蒂昂一世阿維斯王朝出生于：1554年1月20日逝世於：1578年8月4日 |
| 統治者頭銜                                                        | 統治者頭銜                                                        | 統治者頭銜                                                        |
| ----------------------------------------------------------------- | ----------------------------------------------------------------- | ----------------------------------------------------------------- |
| 前任： 若昂三世                                                   | 葡萄牙国王 1557年-1578年                                          | 繼任： 恩里克一世                                                 |